# 淺井孝行
淺井 孝行（あさい たかゆき、1987年1月21日 - ）は、日本の俳優、声優、ナレーターである。鹿児島県出身。身長170cm。劇団ひまわり所属。

## 出演

### テレビドラマ
- 東京庭付き一戸建て（2002年、日本テレビ） - 福田三郎（少年時代） 役
- Stand Up!!（2003年、TBSテレビ）
- こちら本池上署（第3シリーズ） 第4話（2004年2月2日、TBSテレビ） - 高校生 役
- 渡る世間は鬼ばかり（第7シリーズ） 第1話（2004年4月1日、TBSテレビ）
- はみだし刑事情熱系（PART8最終章） 第9・10話（2004年6月9・16日、テレビ朝日）
- ヤンキー母校に帰る〜旅立ちの時 不良少年の夢（2005年3月27日、TBSテレビ） - 西沢克史 役
- CAとお呼びっ! 第7話（2006年8月16日、日本テレビ）
- NHK大河ドラマ 風林火山（2007年、NHKテレビ）
- 土曜ドラマ 新マチベン 〜オトナの出番〜（2007年、NHKテレビ）
- ULTRASEVEN X 第8話（2007年、中部日本放送） - ドラッグシンジケートの一員 役
- 土曜ドラマ フルスイング（2008年1月 - 2月、NHKテレビ） - 工藤あつし 役
- オルトロスの犬 第1・4話（2009年7月24日・8月14日、TBSテレビ） - 少年 役

### 映画
- スケバン刑事 コードネーム=麻宮サキ（2006年）

### CF
- 城南予備校

### テレビアニメ
- アクエリオンロゴス（2015年） - 土聞努虫 役[3][4]
- キングスレイド 意志を継ぐものたち（2021年） - パビアン 役
- ちいかわ（2022年 - 2024年） - くりまんじゅう 役[5]
- AIの遺電子（2023年） - クレーマーA 役
- 君のことが大大大大大好きな100人の彼女（2023年） - ゾンビB 役
- 謎解きはディナーのあとで（2025年） - 土井孝明 役[6]

### ゲーム
- ファイナルファンタジーVII リメイク（2020年4月10日） - ウェッジ 役[7]
- Shadowverse（2022年9月1日） - くりまんじゅう 役[8]
- ファイナルファンタジーVII リバース（2024年2月29日） - ウェッジ 役

### 吹き替え
- ヒックとドラゴン（2010年） - スノット 役
- ヒックとドラゴン 〜バーク島の冒険〜（2013年） - スノット 役
- ヒックとドラゴン 聖地への冒険（2019年） - スノット 役[9]

### 舞台
- 12.9 1980 その前日ジョン・レノンは射殺された（2007年） - ラリー 役
- アンネ 〜アンネの日記より〜（2009年） - ヒトラー 役
- オフィス3○○「ゲゲゲのげ〜逢魔が時に揺れるブランコ〜」（2011年8月1日 - 23日、杉並区立杉並芸術会館）